# Orthocephalus saltator
Orthocephalus saltator är en insektsart som först beskrevs av Carl Wilhelm Hahn 1835.  
Orthocephalus saltator ingår i släktet Orthocephalus och familjen ängsskinnbaggar. Arten är reproducerande i Sverige. Inga underarter finns listade i Catalogue of Life.